# Évelyne Rompré
Évelyne Rompré est une actrice québécoise née le 4 mars 1975 à Québec.

## Biographie
Évelyne Rompré est diplômée du Conservatoire d'art dramatique de Québec en 1997.

## Filmographie

### Cinéma
- 1997 : L'Hypothèse rivale (court métrage) de Normand Bergeron
- 1998 : Un 32 août sur terre de Denis Villeneuve : Juliette
- 2001 : Une jeune fille à la fenêtre de Francis Leclerc : Geneviève
- 2006 : Histoire de famille de Michel Poulette : Monique Gagné, 18 ans
- 2008 : C'est pas moi, je le jure! : Mme Chavagnac, la professeure de Léon
- 2010 : 2 fois une femme de François Delisle : Catherine / Sophie
- 2020 : Le Rire de Martin Laroche : directrice des ressources humaines

### Télévision
- 2001 : Cauchemar d'amour : Justine[2]
- 2004 : Temps dur : Brigitte St-Denis
- 2005 : Au nom de la loi : Julie Lavigne
- 2006 : La Job
- 2006 : René : Marie Lalonde
- 2008 : Stan et ses stars : Kaskia Mondoux[2]
- 2009 à 2013 : Tactik : Mélanie Dumais
- 2012 : L'Auberge du chien noir : Gabrielle Toupin
- 2014 : 30 vies : Sophie Charest
- 2015 : Karl & Max (10 épisodes) : Dominique Trudel
- 2016 : L'Échappée (saison 1, épisode 1) : Agnès Meilleur
- 2017 : Olivier : Jeanine Surprenant
- 2018 : Fugueuse (2 épisodes) : Dre Nadine Chartier
- 2019 : Cerebrum (2 épisodes) : Marie-Chantal Lévesque

### Théâtre
- 1998 : Yvonne, princesse de Bourgogne de Witold Gombrowicz au Théatre du Trident : Yvonne[3].
- 1999 : Ines Pérée et Inat Tendu au Théâtre du Trident : Ines Pérée[3].
- 2000 : Les Mains d’Edwige de Wajdi  Mouawad au Théâtre Périscope : Edwidge[3].
- 2013 : Le Dernier Feu de Dea Loher, mise en scène de Denis Marleau[4].
- 2014 : Lumières, lumières, lumières[5] : Lily Briscoe. Texte Evelyne de la Chenelière. Mise en scène Denis Marleau, Espace Go.
- 2016 : Une femme à Berlin, Prod.: Sybillines : femme[6]
- 2024-25: Ma petite pouliche, Théâtre La Licorne: mère

## Récompenses
- 2000 : Prix Nicky-Roy pour son rôle de Ines Pérée dans Ines Pérée et Inat Tendu[3]
- 2000 : Prix des abonnés du Trident pour son rôle de Ines Pérée dans Ines Pérée et Inat Tendu[3]
- 2000 : Masques dans la catégorie révélation pour son rôle de Ines Pérée dans Ines Pérée et Inat Tendu[3]

### Nominations
- 2008 : Prix Gémeaux dans la catégorie Premier rôle jeunesse[7]